# 도이 도시쓰라 (1789년)

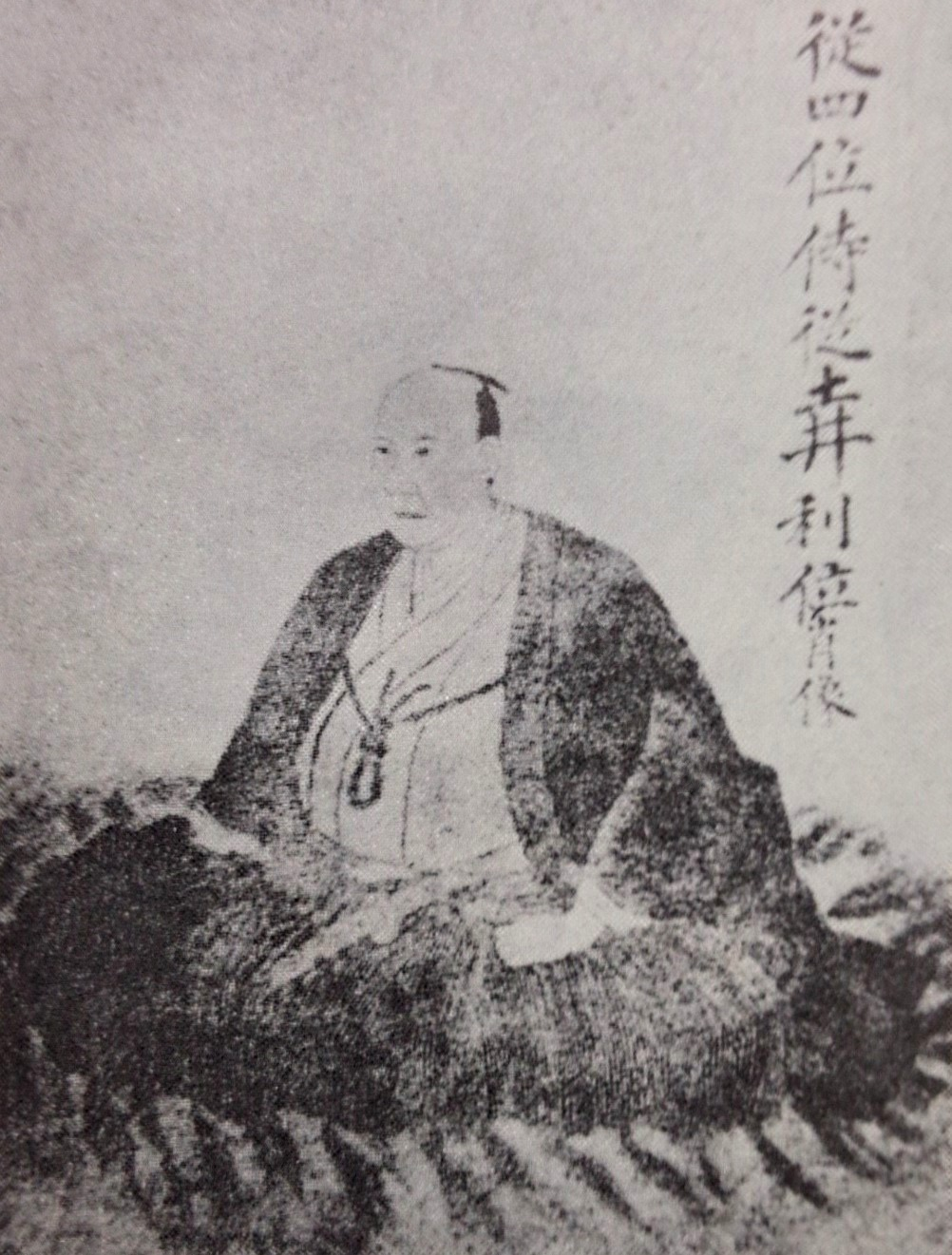
도이 도시쓰라

도이 도시쓰라(土井利位)는 시모사 고가 번 제4대 번주를 지냈다. 에도 막부에서는 노중수좌를 역임하였다. 도이 종가(土井宗家) 제11대 당주. 눈결정(雪結晶)을 연구하는 빙하학자로도 알려져있다.
| 전임 도이 도시아쓰 | 제4대 고가 번 번주 (도이가) 1822년 ~ 1848년 | 후임 도이 도시나리 |

| 전임 마쓰다이라 노부요리 | 제58대 오사카성대 1834년 ~ 1837년 | 후임 홋타 마사히로 |

| 전임 마쓰다이라 노부요리 | 제45대 교토소사대 1837년 ~ 1838년 | 후임 마나베 아키카쓰 |